# Chiesa della Natività di Maria Vergine (Retorbido)
La chiesa della Natività di Maria Vergine è la parrocchiale di Retorbido, in provincia di Pavia e diocesi di Tortona; fa parte del vicariato di Voghera.

## Storia
Le prime attestazioni della presenza di una chiesa a Retorbido risalgono al XIV secolo.
 Da un documento del 1523 si apprende che questa chiesa era filiale della pieve di Codevilla e da uno del 1595 che in essa aveva sede la compagnia del Santissimo Corpo di Cristo. 

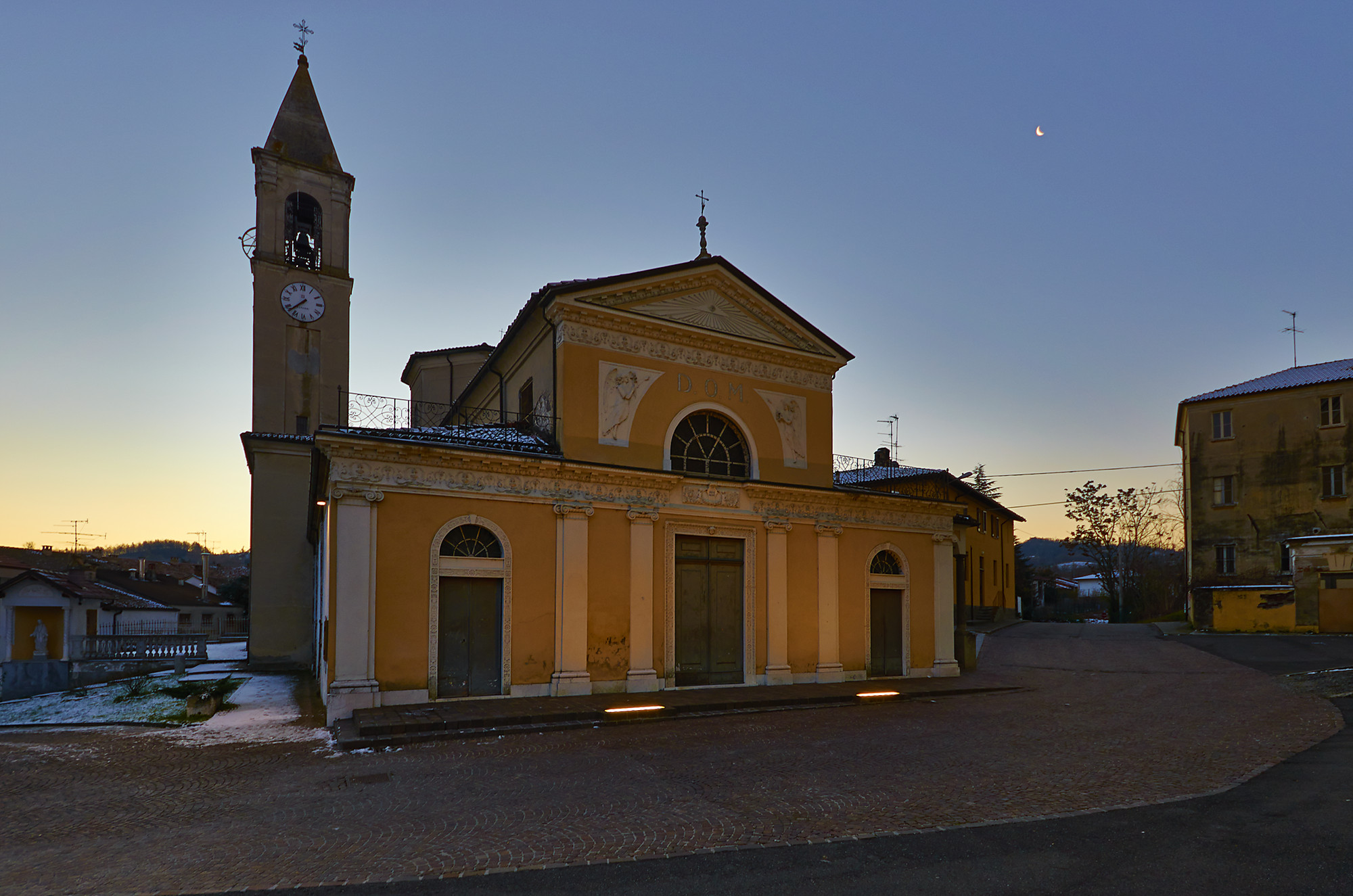
La chiesa al tramonto

 La chiesa venne riedificata nel XVII secolo. 
Grazie alla relazione della visita pastorale del 1638 del vescovo Paolo Arese si conosce che i fedeli erano 400 e che la parrocchia, allora dedicata a Sant'Andrea Apostolo, aveva un reddito annuo di 200 scudi. A partire dal Seicento la parrocchia cominciò a essere chiamata anche con il titolo di Santa Maria Nascente, oltre a quello medievale di Sant'Andrea. Dagli scritti inerenti al sinodo diocesano convocato nel 1673 dal vescovo Carlo Settala, si apprende che nella chiesa avevano sede le compagnie del Santissimo Sacramento, della Dottrina Cristiana, del Rosario e del Suffragio. Nella relazione della visita pastorale del vescovo Giulio Resta nel 1742 di legge che entro i confini della parrocchia di Retorbido sorgevano le chiesette di San Rocco, della Beata Vergine delle Fontane, di San Giuseppe e di Sant'Andrea apostolo; in quest'ultima si riuniva la confraternita dei Disciplinati.
 Nel 1859 fu costruita la navata destra e nel 1882 venne realizzata la facciata. Nel 1936 furono edificate l'abside e la cupola; nel 1937 il campanile fu demolito e ricostruito in un luogo diverso e tra il 2015 ed il 2016 venne ristrutturato il tetto.